# Луцій Корнелій Мерула (консул 193 року до н. е.)
Луцій Корнелій Мерула (лат. Lucius Cornelius Merula; д/н —після 193 до н. е.) — політичний та військовий діяч Римської республіки.

## Життєпис
Походив з патриціанського роду Корнеліїв. Син Луція Корнелія Мерули. Про молоді роки немає відомостей. У 198 році до н. е. стає міським претором. Під час своєї каденції придушив бунт рабів у Римі. У 194 році займався облаштуванням колонії Темса в Бруттіумі.
У 193 році до н. е. обирається консулом (разом з Квінтом Мінуцієм Фермом). Очолив військо у Цизальпійській Галлії, яке воювало проти галлів-бойїв. У битві при Мутіні завдав ворогові рішучої поразки. Домагався тріумфа, проте сенат відмовив Мерулі в праві на тріумф. Приводом стали занадто великі втрати римського війська. Про подальшу долю Корнелія Мерули нічого невідомо.